# Référentiel tournant
 (octobre 2023).
Si vous disposez d'ouvrages ou d'articles de référence ou si vous connaissez des sites web de qualité traitant du thème abordé ici, merci de compléter l'article en donnant les références utiles à sa vérifiabilité et en les liant à la section « Notes et références ».
Le référentiel tournant est un modèle utilisé en spectroscopie RMN pour visualiser en trois dimensions l'évolution de la magnétisation au cours du temps. Ceci n'est cependant valable que pour des cas simples.

## Définition
Lorsque l'on excite un groupe de spins magnétiquement équivalents, il est difficile de se faire une idée de l'évolution de la magnétisation si l'on concentre sur la fréquence d'excitation réelle (le centre du spectre). Selon les règles de la spectroscopie RMN, chaque groupe de spins va observer un mouvement de précession libre pour retrouver son équilibre selon l'axe z.
Pour visualiser l'évolution d'un groupe de spins, il est préférable de se placer dans le cas où l'on observe uniquement ce groupe, c'est-à-dire où la référence tourne à la même fréquence que le signal de précession libre des spins à observer (la fréquence de Larmor). Si le signal est un singulet, il ne tourne pas dans le référentiel tournant (parce que la magnétisation du singulet et le référentiel tournent à la même vitesse, par définition).

Référentiel tournant.

## Cas d'un doublet
Dans le cas d'un doublet[Lequel ?], la fréquence de Larmor correspond au milieu du doublet, chaque pic étant séparé de cette fréquence par la moitié de la constante de couplage J. Dans le référentiel tournant, on obtient donc, après l'impulsion à 90° initiale, deux vecteurs tournant dans des sens opposés à la fréquence J/2 (en Hz) :

Comportement d'un doublet dans le référentiel tournant.